# Ligia Branice-Borowczyk
Ligia Branice-Borowczyk (n. 7 decembrie 1932, Krasnystaw, Lublin, Polonia – d. 6 septembrie 2022, Varșovia, Polonia) a fost o actriță și compozitor poloneză.
În 1962, a apărut în filmul  francez științifico-fantastic de scurt metraj regizat de Chris Marker, La jetée.

## Biografie
A studiat actoria la Academia de Arte Teatrale Stanisław Wyspiański din Cracovia (Akademia Sztuk Teatralnych im. Stanisława Wyspiańskiego w Krakowie), Academia de Teatru Aleksandra Zelwerowicza din Varșovia (Akademia Teatralna im. Aleksandra Zelwerowicza w Warszawie) și la Școala Superioară de Stat de Film, Televiziune și Teatru Leon Schiller din Łódź (Państwowa Wyższa Szkoła Filmowa, Telewizyjna i Teatralna im. Leona Schillera w Łodzi).
A debutat în film în 1957 în Zimowy zmierzch (Amurg de iarnă), o dramă regizată de Stanislaw Lenartowicz după un scenariu de Tadeusz Konwicki. În același an a jucat în Spotkania  (Întâlniri), o dramă în patru părți scrisă și regizată de Stanisław Lenartowicz. Ligia Borowczyk a jucat rolul lui Maja în prima parte care este bazată pe o povestire a lui Marek Hłasko.
În 1959, împreună cu soțul ei, Walerian Borowczyk, a plecat la Paris, unde a jucat adesea în filmele sale. În filme, ea a apărut de obicei sub numele de Ligia Branice.
A jucat în mai multe filme regizate de soțul ei: Goto, l'île d'amour (Goto, insula dragostei) în 1969,   Blanche  în 1972 sau în Interior de un convento în 1978.  A apărut, de asemenea, sub numele de Ligia Borowczyk în filmele Stadion (1958), Dom (1959) și Les astronautes (1959). A compus muzica filmului Dom din 1959.
A fost membră a Asociației Polonezilor de Film (Stowarzyszenie Filmowców Polskich).

## Filmografie
- 1957: Zimowy zmierzch - ca Celinka
- 1957: Spotkania - ca Maja
- 1958: Stadion (scurtmetraj)
- 1959: Dom (scurtmetraj) - ca femeie
- 1959: Les astronautes (scurtmetraj) - ca femeie la fereastră
- 1962: La jetée (scurtmetraj) - ca femeie din viitor
- 1966: Rosalie (scurtmetraj) - ca Rosalie
- 1969: Goto, l'île d'amour (Goto, insula dragostei) - ca Glossia
- 1971: Kamizelka (film TV) - ca Anna
- 1972:  Blanche - ca Blanche - la châtelaine[8]
- 1978: Interior de un convento - ca sora Clara

## Legături externe
- pl Ligia Branice în baza de date filmweb.pl
- pl Ligia Borowczyk în baza de date  filmpolski.pl
- Ligia Branice-Borowczyk la Internet Movie Database